# Tuomo Ristola
Tuomo Ristola, né le 31 décembre 1930, à Helsinki, en Finlande et décédé le 9 septembre 2008, à Rymättylä, en Finlande, est un ancien joueur finlandais de basket-ball. 